# Glitterball (Sigma)
Glitterball is een nummer van het Britse drum-'n-bassduo Sigma uit 2015, ingezongen door de eveneens Britse zangeres Ella Henderson. Het is de vijfde single van Life, het debuutalbum van Sigma.
Van alle nummers op het album "Life", kostte "Glitterball" Sigma het meeste tijd om op te nemen. Aanvankelijk vonden de opnames van het nummer plaats met een andere vocalist, maar net op het laatste moment ging het mis. In Ella Henderson werd uiteindelijk de juiste zangeres voor het nummer gevonden De tekst gaat over dermate verliefd worden op iemand, dat deze persoon je helemaal verblindt. Het nummer werd een hit in het Verenigd Koninkrijk, waar het de 4e positie bereikte. In het Nederlandse taalgebied was het succes bescheidener; met in Nederland een 4e positie in de Tipparade, en in de Vlaamse Ultratop 50 een 34e positie.

## Tracklijst
Muziekdownload
1. "Glitterball" - 3:46